# Cesare Rossi (generale)
Cesare Rossi (Milano, 14 maggio 1892 – Bornasco, 24 aprile 1945) è stato un generale italiano del Regio Esercito durante la seconda guerra mondiale, ricordato per il suo ruolo in Russia nella battaglia di Arbuzovka quale comandante della fanteria della divisione Torino.

## Biografia
Nato a Milano nel 1892, figlio di Luigi; entrò in accademia militare nel 1910 e ne uscì sottotenente di fanteria nel 1912.
Tenente colonnello presso il 91 fanteria Basilicata di Torino, fu giudice effettivo presso il tribunale militare territoriale di Torino sino al 1 febbraio 1932.
Fu comandante del GAF di Genova e dal 20 giugno 1942, quale generale di brigata, fu comandante della 1ª Brigata di marcia e poi, da ottobre, fu destinato al fronte russo come comandante della fanteria della 52ª divisione autotrasportabile ""Torino"", guadagnandosi una medaglia d'argento al VM durante la ritirata del dicembre 1942/gennaio 1943.
Colpito da congelamento fu rimpatriato. Dopo l'armistizio collaborò attivamente con la resistenza, con il nome di battaglia di Carli, e da giugno del 1944 fece parte del Comando Militare Unificato Ligure del Corpo volontari della libertà; il 4 gennaio 1945 fu arrestato dai tedeschi a Genova e morì, insieme ad altri prigionieri, a causa di un mitragliamento aereo alleato durante il suo trasferimento in Germania il 24 aprile seguente a Bornasco, in provincia di Pavia. Alla sua memoria fu conferita la medaglia d'argento al VM. Nella stessa circostanza cadde anche il partigiano Raffaele Pieragostini, medaglia d'oro al VM.